# Inezgane-Aït Melloul
A prefeitura de Inezgane-Aït Melloul é uma subdivisão da região de Souss-Massa-Drâa de Marrocos, situada na parte sul do país. Tem 293 km² de área e em 2004 tinha 414 670 habitantes (densidade: 1 415,3 hab./km²). No mesmo ano, 92% dos habitantes viviam em áreas urbanas e   8% em áreas rurais.

## Comunas
| Comuna             | Tipo                    | População (2004) |
| ------------------ | ----------------------- | ---------------- |
| Inezgane           | comuna urbana (capital) | 111 172          |
| Aït Melloul        | comuna urbana           | 130 105          |
| Dcheira El Jihadia | comuna urbana           | 87 707           |
| Lqliaa             | comuna rural            | 46 432           |
| Oulad Dahou        | comuna rural            | 12 902           |
| Temsia             | comuna rural            | 26 352           |